# Телеспутник
«Телеспутник»  — первый в России специализированный медиапроект, посвященный развитию телевидения, телекоммуникаций, вещания и цифровой трансформации. Включен в ТОП-20 «Медиалогии» самых цитируемых  тематических изданий в сфере ИТ и телеком за 2 квартал 2020 года. Входит в медиагруппу TGroup.

## История
В ноябре 1995 года выпущен первый номер ежемесячного печатного журнала «Теле-Спутник».  Задачей проекта являлось формирование информационного поля для индустрии платного телевидения — как для спутникового, так и для кабельного. Главным редактором назначен Николай Юрьевич Орлов. В этой должности он проработал более 10 лет.
К началу 2000-х годов журнал издавался тиражом до 25 тыс. экземпляров в месяц.
В 2000 году запущен информационный портал Telesputnik.ru, зарегистрированный как отдельное СМИ.
В период с 2000 по 2020 год «Телеспутник» регулярно издает несколько тематических справочников и спецпроектов, включая  «Сборник по технике и технологиям в области доставки и приема видеоуслуг» и «Атлас контента для сетей платного ТВ».
В 2017 году сайт «Телеспутника» прошел модернизацию и редизайн.
Помимо издания СМИ, «Телеспутник» регулярно проводит крупные отраслевые  деловые мероприятия и конференции.
По итогам II квартала 2020 Телеспутник вошел в топ-20 самых цитируемых СМИ об ИТ и телекоме по версии компании «Медиалогия».
7 октября 2020 Телеспутник и TelecomDaily объявили о своем объединении в медиагруппу TGroup.

## Специализация
- Рынок и технологии платного ТВ и спутниковых коммуникаций в России и в мире
- Российский телеком и перспективы его развития
- OTT-вещание и рынок онлайн-видеосервисов
- Контент для сетей платного ТВ
- Телеизмерения и основные тенденции медиапотребления
- Интернет вещей и смарт-технологии
- Национальные проекты в области цифровой экономики
- Тенденции в отраслях экономики, связанных с цифровизацией, производством контента и телевидением,  краткосрочные и среднесрочные перспективы
- Взаимодействие бизнеса и государства